# Pochajské moře
Pochajské moře (čínsky pchin-jinem Bóhăi, znaky 渤海, doslova „moře Po“), neboli Pochajský záliv, je okrajová část Žlutého moře při severovýchodním pobřeží Číny. Do počátku 20. století (1929) se též užívalo označení Č’-li (starý název přilehlé provincie Che-pej).

## Geografická charakteristika
Mělké moře, či záliv, (hloubka se pohybuje kolem 10 až 30 m; průměr je 18 m) zaujímá plochu přibližně 77 000 km² a je ohraničeno dvěma výrazně vybíhajícími poloostrovy: Liaotungským na severovýchodě a Šantungským na jihu. Mezi nimi se nachází Pochajský průliv. Ze zálivu vybíhají tři zátoky (Liaotungská na severu, Pochajská na západě a Lajčouská na jihu). Do Pochajského moře ústí druhý největší čínský tok, Žlutá řeka (Chuang-che). V dávnější minulosti zasahovalo moře podstatně dále na západ; například v období Čchin (Qin) probíhala pobřežní čára v oblasti dnešního města Pao-ting (Baoding), které nyní leží 180 km ve vnitrozemí. Tento posun způsobilo zanášení moře naplaveninami Žluté řeky. Dalším velkým přítokem je řeka Chaj-che.
V nedávné době byla v oblasti moře (jak pode dnem, tak na Šantungském poloostrově) objevena naleziště ropy a zemního plynu.
Při pobřeží Pochajského moře leží provincie Šan-tung, Liao-ning, Che-pej a přímo spravované město Tiencin.